# Chile Open 2021
Il Chile Open 2021, conosciuto anche come Chile Dove Men+Care Open 2021 per motivi pubblicitari, è stato un torneo di tennis giocato sulla terra rossa. È stata la 23ª edizione del Chile Open, che fa parte della categoria ATP Tour 250 nell'ambito dell'ATP Tour 2021. Si è giocato al Club de Tenis UC San Carlos de Apoquindo di Santiago in Cile, dall'8 al 14 marzo 2021.

## Partecipanti

### Teste di serie
| Nazionalità | Giocatore         | Ranking* | Testa di serie |
| ----------- | ----------------- | -------- | -------------- |
| Cile        | Cristian Garín    | 22       | 1              |
| Francia     | Benoît Paire      | 29       | 2              |
| Spagna      | Pablo Andújar     | 57       | 3              |
| Serbia      | Laslo Đere        | 60       | 4              |
| Stati Uniti | Frances Tiafoe    | 62       | 5              |
| Italia      | Salvatore Caruso  | 79       | 6              |
| Argentina   | Federico Coria    | 85       | 7              |
| Argentina   | Federico Delbonis | 86       | 8              |

* Ranking al 1º marzo 2021.

### Altri partecipanti
I seguenti giocatori hanno ricevuto una wildcard per il tabellone principale:
- Juan Manuel Cerúndolo
- Nicolás Jarry
- Alejandro Tabilo

I seguenti giocatori sono passati dalle qualificazioni:

- Alejandro Tabilo
- Juan Pablo Varillas
- Holger Vitus Nødskov Rune
- Sebastián Báez

### Ritiri
Prima del torneo
- Fabio Fognini → sostituito da  Jaume Munar
- Miomir Kecmanović → sostituito da  Andrej Martin
- Dominik Koepfer → sostituito da  Daniel Elahi Galán
- Juan Ignacio Londero → sostituito da  Facundo Bagnis
- Pedro Martínez → sostituito da  Daniel Altmaier
- Thiago Monteiro → sostituito da  Jozef Kovalík
- Guido Pella → sostituito da  Pedro Sousa

## Partecipanti al doppio

### Teste di serie
| Nazione     | Giocatore         | Nazione   | Giovatore         | Ranking* | Testa di serie |
| ----------- | ----------------- | --------- | ----------------- | -------- | -------------- |
| Sudafrica   | Raven Klaasen     | Giappone  | Ben McLachlan     | 69       | 1              |
| Stati Uniti | Austin Krajicek   | Croazia   | Franko Škugor     | 74       | 2              |
| Brasile     | Marcelo Demoliner | Messico   | Santiago González | 93       | 3              |
| Italia      | Simone Bolelli    | Argentina | Máximo González   | 117      | 4              |

* Ranking aggiornato al 1º marzo 2021.

### Altri partecipanti
Le seguenti coppie hanno ricevuto una wildcard per il tabellone principale:
- Marcelo Tomás Barrios Vera /  Alejandro Tabilo
- Nicolás Jarry /  Leonardo Mayer

## Campioni

### Singolare
Cristian Garín ha battuto in finale  Facundo Bagnis con il punteggio di 6-4, 6(3)–7, 7-5.
- È il quinto titolo in carriera per Garín, il primo della stagione.

### Doppio
Simone Bolelli /  Máximo González hanno battuto in finale  Federico Delbonis /  Jaume Munar con il punteggio di 7-6(4), 6-4.